# РАФ-977
РАФ-977 «Латвія» — серія мікроавтобусів, що випускався Ризькою автобусною фабрикою в 1959–1976 роках на агрегатах автомобіля ГАЗ-21 «Волга».
Мікроавтобуси РАФ використовувалися як службовий та туристичний транспорт, як маршрутні таксі, автомобілі швидкої допомоги, як пересувні лабораторії. З кінця 60-х мікроавтобуси РАФ поставлялися на експорт в Болгарію, Угорщину, на Кубу, в Іран, Нігерію, Фінляндію та інші країни.

## Історія моделі

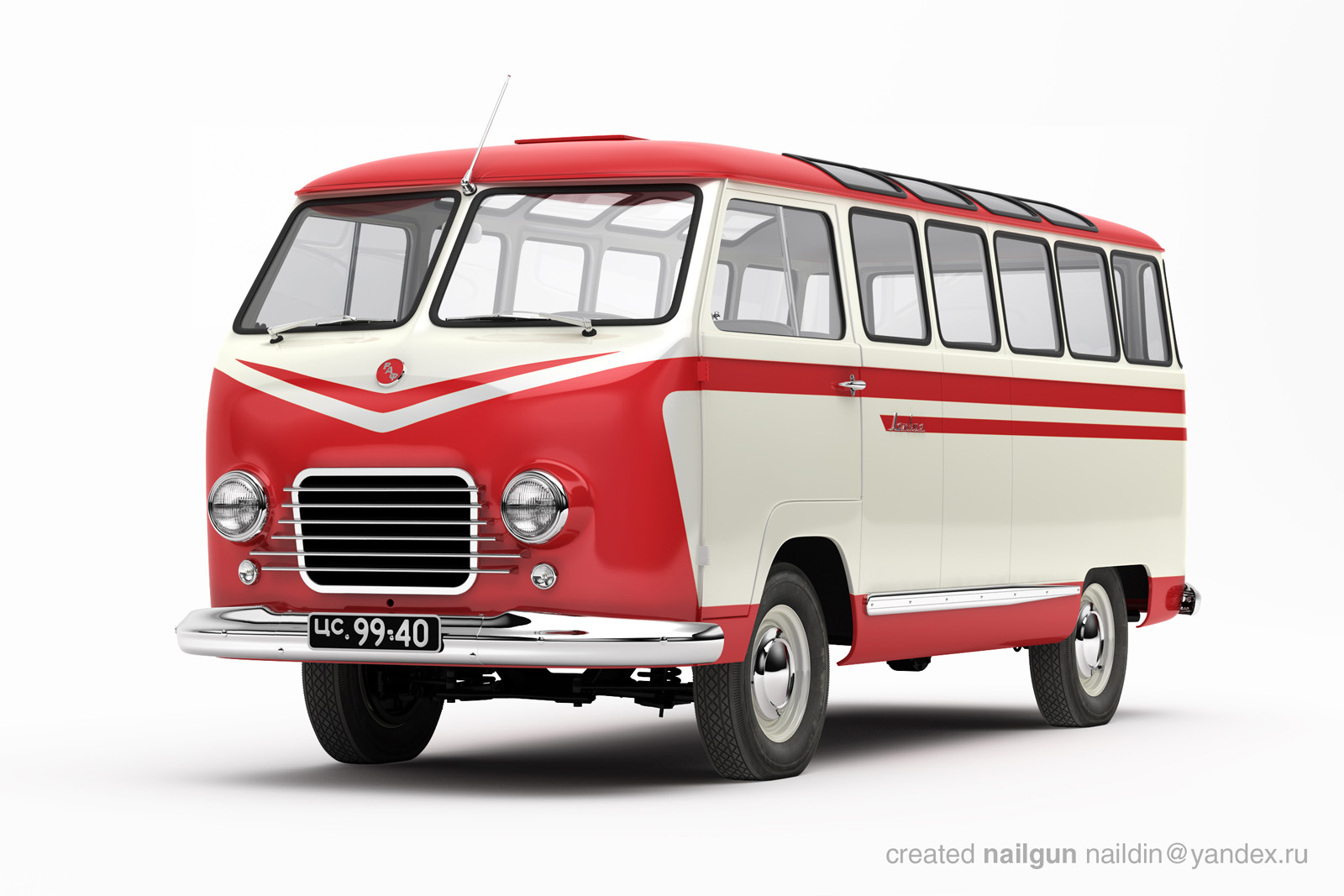
РАФ-977. Перша серія. Тривимірна модель

Досвід фахівців РАФ, накопичений при розробці і доведенні мікроавтобусів РАФ-10 та РАФ-08, реалізувався в моделі РАФ-977 «Латвія» (латис. «Latvija»), побудованої на шасі легкового автомобіля ГАЗ-21 «Волга». У 1958 році випущені перші 10 примірників, з 1959 року розгорнуто повномасштабне серійне виробництво.

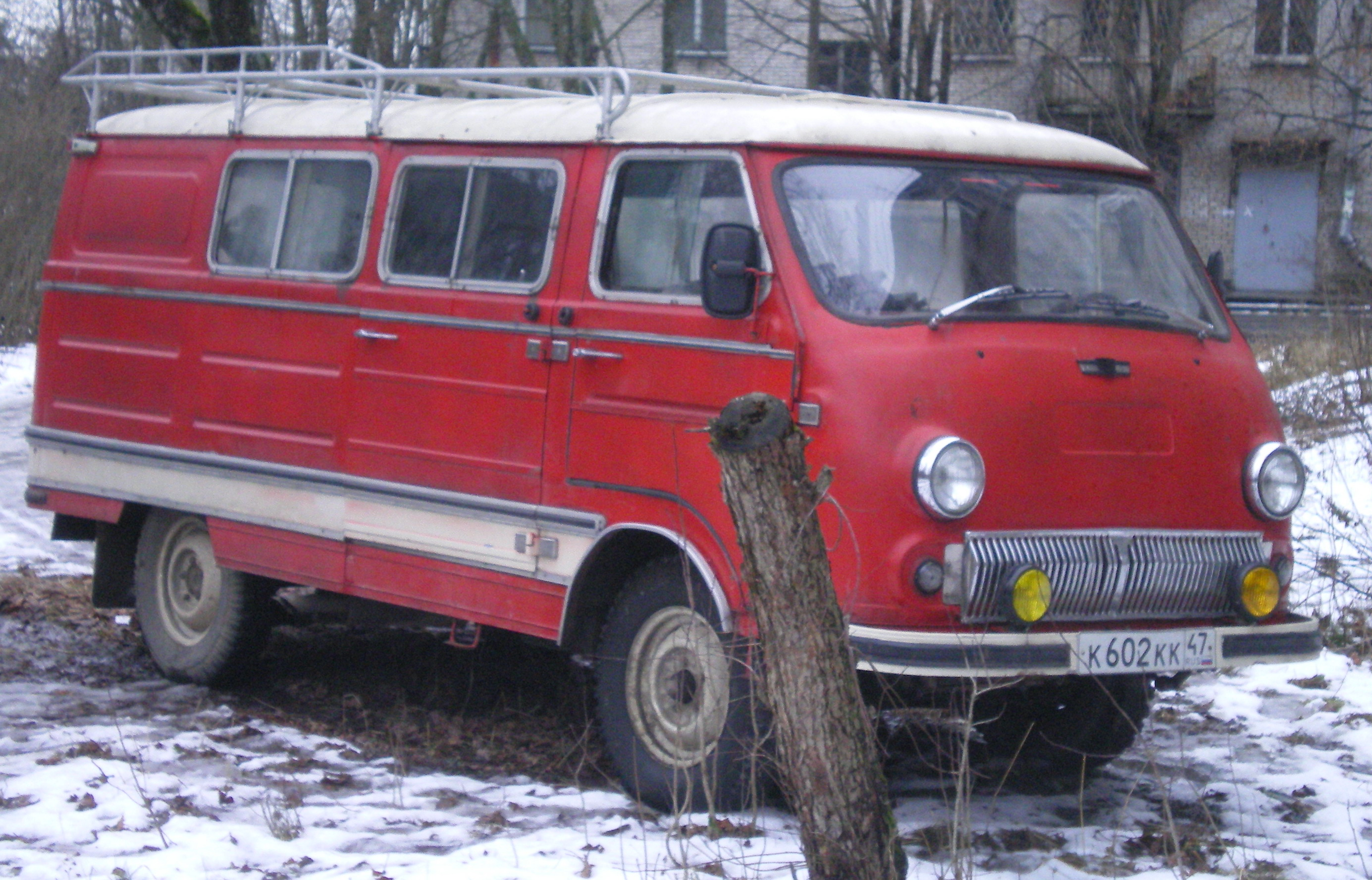
Вантажопасажирський фургон ЄрАЗ-762В на базі моделі РАФ-977Д. Примірник дообладнаний власником нестандартними фальшрадиаторними ґратами (від ГАЗ-24), протитуманними фарами і багажником на даху

У 1960 році машини першого покоління були змінені модернізованими РАФ-977В.
З 1961 року початий випуск моделі РАФ-977Д, що отримала повністю новий і більш технологічний у виробництві кузов. Двигун був дещо зміщений назад, щоб зменшити навантаження на передній міст.
В 1968 році модель РАФ-977Д замінили на модель РАФ-977ДМ. У нього були ширші пасажирські двері та менше, але довші бічні вікна (три з боку водія та два з боку пасажира, а не п'ять і три як раніше). Машина швидкої допомоги тепер мала стільки ж вікон, а не менше; тепер це був РАФ-977ИМ, а туристичний варіант був РАФ-977ЕМ.
Також був розроблений однотонний вантажний панельний фургон РАФ-977К, але через недостатню потужність збірки (лише 3000 одиниць на рік) на заводі RAF (де все ще використовувалися візки, а не сучасна складальна лінія), його виробництво почалося на заводі ЄрАЗ в Єревані, Вірменія, 1 травня 1966 року як ЄрАЗ-762. 977 також випускався за ліцензією Луганським авторемонтним заводом під назвою ЛАРЗ-977 «Луганськ».
Виробництво РАФ-977 припинилося в 1975 році, коли його замінив РАФ-2203 «Латвія».

## РАФ-977 в кіно
- Пригоди жовтої валізки — дитяча швидка допомога.
- Іван Васильович змінює професію — машина швидкої. До речі, вона міняє номер — то 31-16 МКР, то 31-64 МКР.
- Білий Бім Чорне вухо — швидка допомога.
- Справи сердечні — машина кардіологічної бригади машина швидкої допомоги.
- Старики-розбійники — машина швидкої допомоги.
- Афоня — машина швидкої допомоги.